# Kristian Kristensen
Kristian Kristensen (Harstad, 12 mei 1992) is een Noorse singer-songwriter, die in 2013 bekendheid verwierf als deelnemer aan het Noorse tv-programma The Voice.

## Biografie
In 2009 probeerde Kristensen voor het eerst door te breken met zijn band No Name No Fame, maar behaalde de finale van de Noorse versie van X Factor niet. Vier jaar later probeerde hij het als soloartiest en bereikte hij de halve finale van The Voice. In de periode erna schreef en componeerde Kristensen zijn eigen liedjes. Met het nummer 'Lyset' ('Het licht') won hij de finale van het radioprogramma NRK Urørt en tekende kort daarna bij Warner Music Norway. Hierna bracht Kristensen enkele singles uit, waarvan 'Kan du lære mæ?' ('Kun je het me leren?') - met inmiddels 12 miljoen streams - een hit werd. Dit nummer is afkomstig van de extended play Før det blir for seint ('Voordat het te laat is') (2016), waarop Kristensen in dialect zingt. De andere nummers werden gezamenlijk bijna 10 miljoen keer op Spotify gestreamd (geraadpleegd mei 2024). In 2017 verscheen zijn tweede extended play. Op Gressholmen bezingt hij in het gelijknamige nummer het eiland Gressholmen en haar omgeving.
In 2016 verscheen het eerste volledige studioalbum Kor vi ende ('Waar we eindigen'), met hierop de hit 'Du ga mæ viljestyrke' ('Je gaf me wilskracht') (16 miljoen streams, geraadpleegd mei 2024). In januari 2022 volgde het tweede album 2003.
Begin 2023 deed Kristensen mee aan het tv-programma Hver gang vi møtes, de Noorse variant van Beste Zangers. Er verschenen in totaal acht nummers. Voor componist Bjørn Eidsvåg zong hij het nummer 'Eg ser', dat 2,7 miljoen keer werd gestreamd (geraadpleegd mei 2024), en voor zanger Freddy Kalas het nummer 'Et sommertegn'.

## Discografie

### Studioalbums
- 2019: Kor vi ende
- 2022: 2003

### Extended plays
- 2016: Før det blir for seint
- 2017: Gressholmen
- 2020: Living Room Sessions

### Singles
- 2015: 'Lyset'
- 2015: 'Rusen våker igjen'
- 2016: 'Kan du lære mæ?'
- 2016: 'Du som snakke'
- 2016: 'Varm'
- 2017: 'Du e her'
- 2017: 'Alltid elske dæ'
- 2018: 'Du ga mæ viljestyrke'
- 2019: 'Kor vi ende / Bare holde dæ'
- 2021: 'Feit liten taper'
- 2021: 'Desperat'
- 2022: 'Ny fyr'